# Io canto
Io canto/Yo canto (magyarul: Énekelek) Laura Pausini stúdióalbuma, 2006. november 10-én jelent meg.
Az album érdekessége, hogy az összes dal feldolgozás, ismert olasz énekesektől. Ezeket a dalokat énekelte Laura gyerekként édesapjával a zongorabárokban. Laura azt állította egy interjúban, hogy az album létrejöttének a célja, hogy megismertesse külföldi és fiatal rajongóival ezeket a dalokat. Lauráék 152 dal közül választották ki azokat a dalokat, amiket lemezre vettek fel. Eredetileg az albumra felkerültek volna Giorgia Gocce di memoria, Mia Martini Piccolo uomo és Luciano Ligabue Ho messo via című dalai is; ezek később az iTuneson váltak bónuszdalként elérhetővé.
Az albumból 2 millió lemezt adtak el. Az olasz zenei eladási listákat négy hétig vezette az album, Svájcban hetekig első volt.

## Dallista
Io canto (olasz)
1. Io canto (Éneklek), (Riccardo Cocciante/Marco Luberti)
2. Due (Ketten), (Raf/Cheope)
3. Scrivimi (Írj nekem), (Nino Buonocore/DeVitis)
4. Il mio canto libero (Az én szabad dalom), Lucio Battisti/(duett Juanesszel)
5. Destinazione paradiso (Végállomás a paradicsom), (Gianluca Grignani/Luca)
6. Stella gemella (Ikercsillag), (Cogliato/Mario Lavezzi/Eros Ramazzotti/Tosetto)
7. Come il sole all'improvviso (Ahogy a nap oly hirtelen), (Zucchero, duett Johnny Hallydayjel)
8. Cinque giorni (Öt nap), (Michele Zarrillo/Vincenzo Incenzo)
9. La mia banda suona il rock (Az én bandám rockot játszik), (Fossati)
10. Spaccacuore (Szívszorító), (Samuele Bersani/Beppe d'Onghia/Dalla)
11. Anima fragile (Törékeny lélek), (Vasco Rossi)
12. No me lo so spiegare (Nem tudom megmagyarázni), (duett Tiziano Ferróval)
13. Nei giardini che nessuno sa (A kertekben, amikről senki sem tud), (Renato Zero/Riccardi)
14. In una stanza quasi rosa (Egy majdnem rózsaszínű szobában), (Biagio Antonacci)
15. Quando (Amikor) (Pino Daniele)
16. Strada facendo (Az út mentén) (Claudio Baglioni)
17. Je chante (az Io canto francia változata)

Yo canto
- (spanyolul)

1. Yo canto  (Énekelek)
2. Dos
3. Escríbeme   (Írj nekem)
4. Como el sol inesperado
5. Destino paraíso
6. Estrella gemela (Ikercsillag)
7. Mi libre canción (duett Juanesszel)
8. Cinco días (Öt nap)
9. Y mi banda toca el rock (Az én bandám rockot játszik)
10. Dispárame, dispara
11. Corazón frágil (Törékeny szív)
12. No me lo puedo explicar (Nem tudom megmagyarázni)
13. En los jardines donde nadie va
14. En un cuarto casi rosa
15. Cuando
16. Por el camino

## Érdekesség
- Spaccacuore dalának spanyol változata az Amar sin límites című mexikói telenovella betétdala lett.